# Herbert Ehrenberg
Pour les articles homonymes, voir Ehrenberg.
Herbert Ehrenberg, né le 21 décembre 1926 à Kollnischken et mort le 20 février 2018 à Wilhelmshaven, est un homme politique allemand, membre du Parti social-démocrate d'Allemagne (SPD) et ministre fédéral du Travail entre 1976 et 1982.

## Biographie

### Formation et carrière

#### Activité militaire, débuts professionnels et études
Herbert Ehrenberg est enrôlé dans la Wehrmacht en 1943, afin d'accomplir son service militaire, et se retrouve fait prisonnier de guerre deux ans plus tard. Rapidement relâché, il travaille d'abord comme agriculteur en Basse-Saxe, puis devient policier à Brême entre 1947 et 1951. Il obtient son Abitur l'année suivante et entreprend alors des études de sciences sociales à Wilhelmshaven. Il les achève en 1955 à Göttingen, où il reçoit trois ans plus tard un doctorat en sciences politiques.

#### De l'entreprise au monde syndical puis à l'administration
Herbert Ehrenberg est alors recruté comme assistant de direction d'une entreprise industrielle de taille moyenne, dont il est par la suite désigné directeur général. En 1961, il devient professeur de travail social à l'école supérieure de l'association Arbeiterwohlfahrt (AWO) à Düsseldorf, puis est nommé directeur du département économique de la direction centrale du syndicat des mineurs IG Bau-Steine-Erden, sous la présidence de Georg Leber.
Après la formation d'une grande coalition au niveau fédéral, il est choisi en 1968 comme directeur adjoint de département du ministère fédéral de l'Économie, tenu par le social-démocrate Karl Schiller. L'année suivante, il obtient un poste de directeur ministériel à la chancellerie fédérale.

### Vie politique

#### Un conservateur du SPD
Membre du Parti social-démocrate d'Allemagne (SPD) depuis 1955, Herbert Ehrenberg est élu député fédéral de Basse-Saxe lors des élections anticipées de 1972 avec 57,2 % des voix dans la circonscription de Wilhelmshaven – Friesland. Il est désigné deux ans plus tard vice-président du groupe parlementaire social-démocrate, tout en participant à la fondation du « groupe de Seeheim » (Seeheimer Kreis), qui réunit les députés fédéraux du SPD de tendance conservatrice et libérale. En 1975, il est désigné membre du comité directeur fédéral du parti.

#### Ministre du Travail
Herbert Ehrenberg est nommé ministre fédéral du Travail et de l'Ordre social, dont il avait été secrétaire d'État de 1971 à 1972, le 16 décembre 1976, dans la coalition sociale-libérale dirigée par Helmut Schmidt. Il est reconduit après les élections de 1980, mais quitte le gouvernement lors du remaniement ministériel du 28 avril 1982, qui précède de peu la dissolution de la coalition.

#### Fin de carrière et changement d'orientation
Herbert Ehrenberg continue de siéger au Bundestag jusqu'aux élections de 1990, auxquelles il ne se représente pas. Bien qu'il soit depuis retiré de la vie politique, il fait partie en 2009 des fondateurs de la « communauté de travail des sociaux-démocrates au sein du SPD » (AGSS), courant classé à gauche. Il explique son revirement par le fait que le parti a aujourd'hui évolué trop à droite, ce qui l'a conduit à remettre en cause ses propres positions.